# Extinción local
La extinción local, también conocida como extirpación, es la condición de una especie (u otro taxón) que deja de existir en un área geográfica de estudio elegida, aunque todavía existe en otros lugares. Las extinciones locales son contrastadas con las extinciones globales.
Las extinciones locales marcan un cambio en la ecología de un área. En los últimos tiempos, la extinción local a veces ha ido seguida de la sustitución de especies extraídas de otros lugares; la reintroducción de lobos es un ejemplo de esto.

## Conservación
El área de estudio elegida puede reflejar una subpoblación natural, límites políticos o ambos. El Grupo de Especialistas en Cetáceos de la UICN ha evaluado la amenaza de una extinción local de la población del mar Negro de la marsopa común (Phocoena phocoena) que afecta a seis países. El Comité sobre el Estatus de Vida Silvestre en Peligro de Canadá (COSEWIC), por el contrario, investiga la vida silvestre solo en Canadá, por lo que evalúa solo el riesgo de una extinción local canadiense incluso para las especies que cruzan a los Estados Unidos u otros países. Otras subpoblaciones pueden estar naturalmente divididas por fronteras políticas o nacionales.
Muchas especies de cocodrilos han experimentado una extinción localizada, en particular el cocodrilo de agua salada (Crocodylus porosus), que ha sido extirpado de Vietnam, Tailandia, Java y muchas otras áreas.
A menudo, una subpoblación de una especie también será una subespecie. Por ejemplo, la reciente desaparición del rinoceronte negro (Diceros bicornis) de Camerún significa no solo la extinción local de los rinocerontes en Camerún, sino también la extinción global del rinoceronte negro occidental (Diceros bicornis longipes).
En al menos un caso, los científicos han encontrado una extinción local útil para la investigación: en el caso de la mariposa de punto de ajedrez de la bahía (Euphydryas editha bayensis), los científicos, incluido Paul R. Ehrlich, optaron por no intervenir en una extinción local, utilizándola para estudiar el peligro para la población mundial.

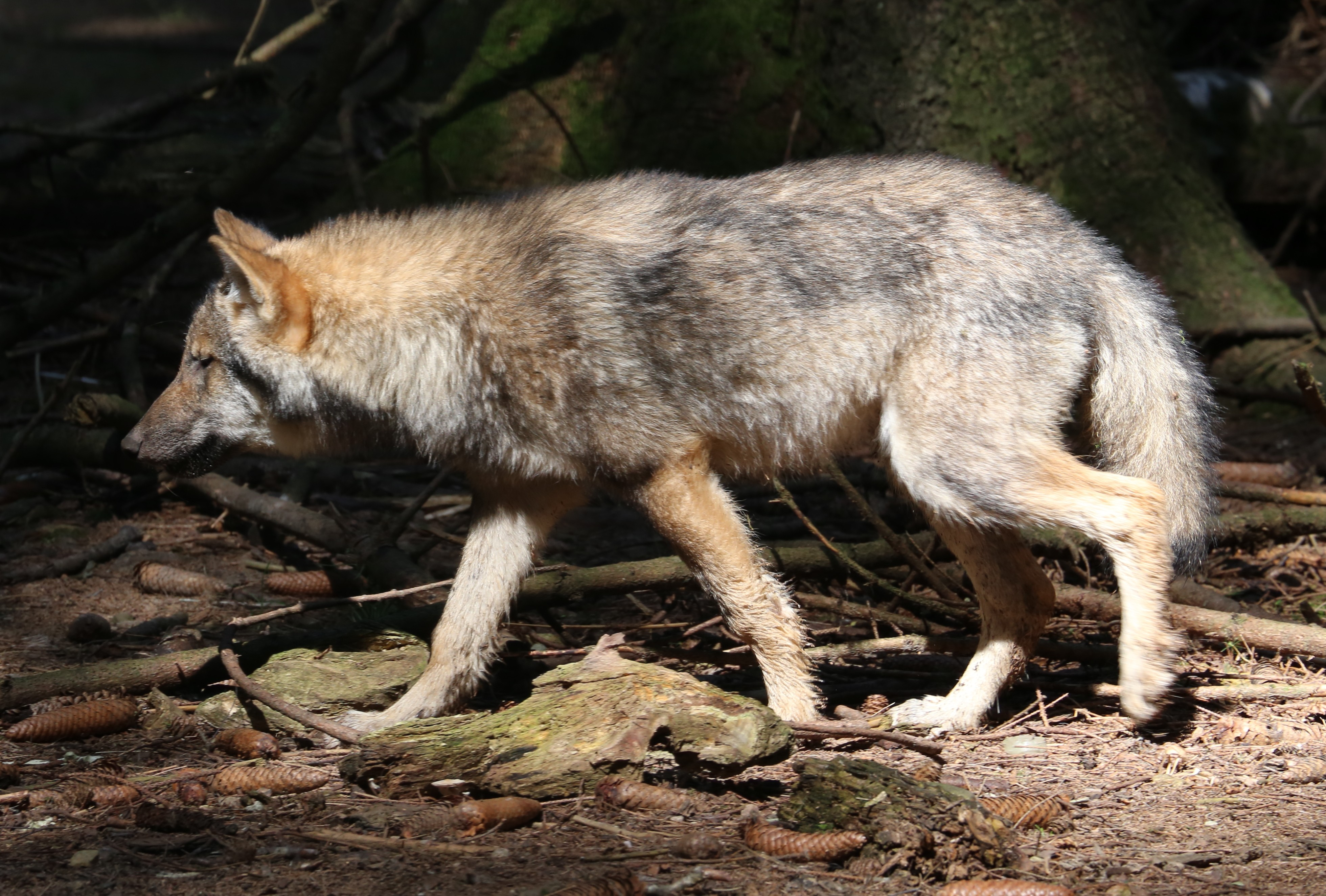
Canis lupus rufus

Los lobos han sido una especie que se ha reintroducido en su rango histórico. Esto ha sucedido con los lobos rojos (Canis lupus rufus) en los Estados Unidos a fines de la década de 1980 y también con los lobos grises en el parque nacional Yellowstone a mediados de la década de 1990. Se ha hablado de reintroducir lobos en Escocia, Japón y México. La reintroducción de los lobos es un tema controvertido y hay pros y contras de cada lado.

## Evaluaciones de poblaciones y subpoblaciones de la UICN
Si bien la Unión Internacional para la Conservación de la Naturaleza (UICN) en su mayoría solo clasifica especies o subespecies completas, evaluando el riesgo global de extinción, en algunos casos también evalúa los riesgos para las poblaciones, especialmente para preservar la diversidad genética. 
Algunos ejemplos de poblaciones evaluadas por la UICN para la amenaza de extinción local son:
- Ciervo de los pantanos (tres subpoblaciones evaluadas)
- Ballena azul, población del Pacífico norte y población del Atlántico norte
- Ballena de Groenlandia (cinco subpoblaciones evaluadas), desde en peligro crítico hasta LR/cd
- Esturión de lago, subpoblación de las cuencas de Misisipi y Misuri evaluada como vulnerable
- Carpa común silvestre (subpoblación del río Danubio)
- Warru (subpoblación de la cordillera MacDonnell y subpoblación de Kimberly)

La UICN tiene solo tres entradas para las subpoblaciones que se han extinguido: la población del mar de Aral del esturión barco (Acipenser nudiventris); la población del mar Adriático de esturión beluga (Huso huso); y la subpoblación mexicana de lobos (Canis lupus), extintos en estado salvaje. La UICN no ha evaluado ninguna subpoblación de plantas u hongos.

## Eventos de extinción local
Eventos ambientales importantes, tales como las erupciones volcánicas, pueden conducir a un gran número de extinciones locales, como la erupción del monte Santa Helena de 1980, que provocó la extinción de una espiga de helecho.

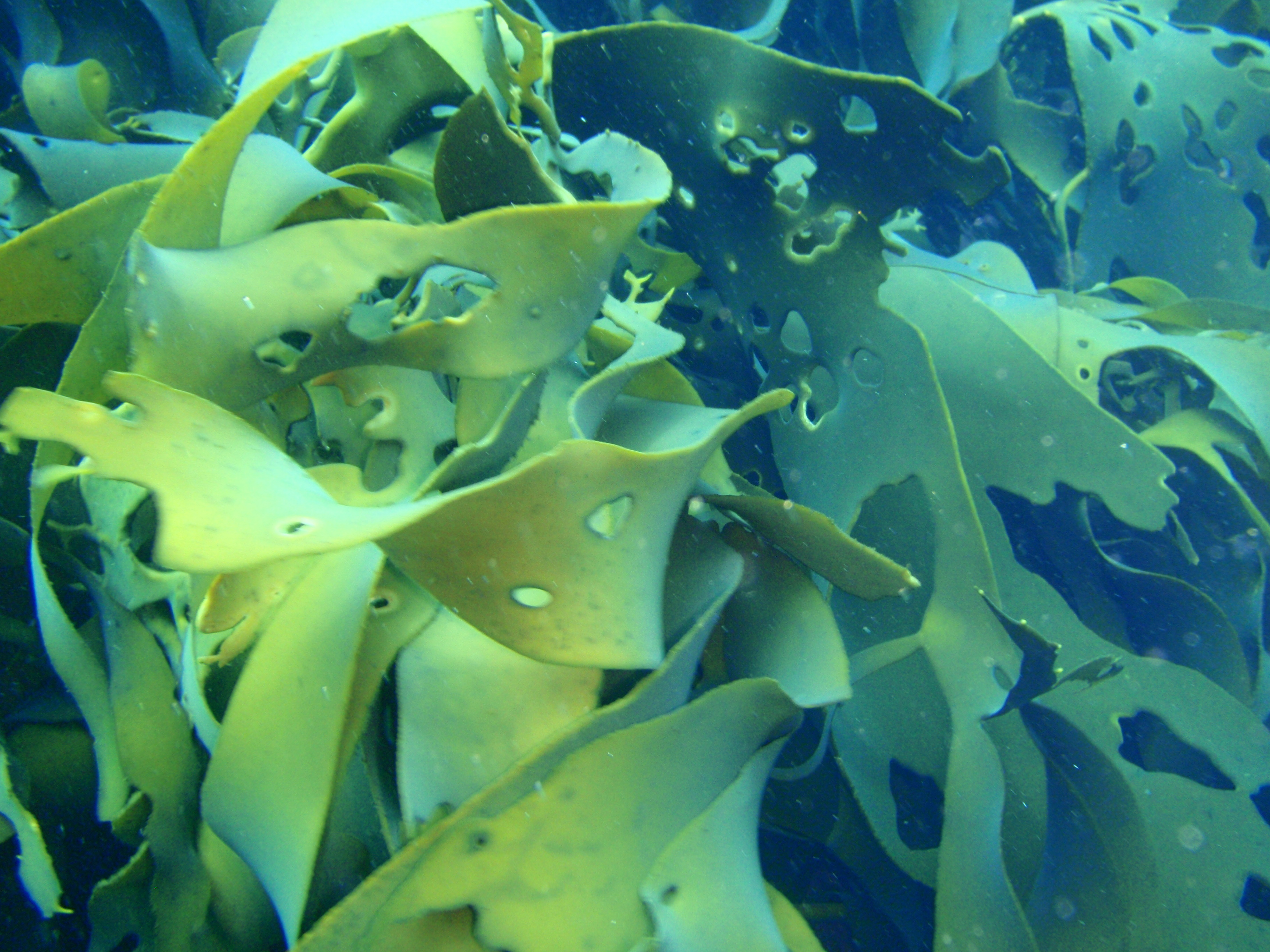
Alga toro

Las olas de calor pueden provocar la extinción local. En Nueva Zelanda, durante el verano de 2017-2018, las temperaturas de la superficie del mar alrededor de partes de la isla Sur superaron los 23 °C (73,4 °F), que estuvo muy por encima de lo normal. Las temperaturas del aire también fueron altas, superando los 30 °C (86,0 °F) . Estas altas temperaturas, junto con la pequeña altura de las olas, llevaron a la extinción local de la alga toro (Durvillaea spp.) de Pile Bay.
Lagoa Santa, en Brasil, ha perdido casi el 70% de las especies de peces locales en los últimos 150 años. Estos incluyen Acestrorhynchus lacustris, Astyanax fasciatus y Characidium zebra . Esto podría deberse a la introducción de especies exóticas como Coptodon rendalli a la laguna, cambios en el nivel del agua y contaminación orgánica.
La glaciación puede provocar la extinción local. Este fue el caso durante el evento de glaciación del Pleistoceno en América del Norte. Durante este período, la mayoría de las especies nativas norteamericanas de lombrices de tierra murieron en lugares cubiertos por glaciaciones. Esto los dejó abiertos a la colonización por lombrices de tierra europeas traídas en tierra desde Europa.